# Юніонвілл (Теннессі)
Юніонвілл (англ. Unionville) — переписна місцевість (CDP) в США, в окрузі Бедфорд штату Теннессі. Населення — 1394 особи (2020).

## Географія
Юніонвілл розташований за координатами 35°36′42″ пн. ш. 86°34′26″ зх. д. / 35.61167° пн. ш. 86.57389° зх. д. (35.611753, -86.573883).  За даними Бюро перепису населення США в 2010 році переписна місцевість мала площу 23,39 км², уся площа — суходіл.

## Демографія
Згідно з переписом 2010 року, у переписній місцевості мешкало 1368 осіб у 487 домогосподарствах у складі 370 родин. Густота населення становила 58 осіб/км².  Було 513 помешкання (22/км²).
Расовий склад населення:
| - 96,3 % — білих - 2,7 % — чорних або афроамериканців - 0,1 % — корінних американців - 0,1 % — азіатів |

До двох чи більше рас належало 0,6 %. Частка іспаномовних становила 2,2 % від усіх жителів.
За віковим діапазоном населення розподілялося таким чином: 28,9 % — особи молодші 18 років, 60,4 % — особи у віці 18—64 років, 10,7 % — особи у віці 65 років та старші. Медіана віку мешканця становила 36,3 року. На 100 осіб жіночої статі у переписній місцевості припадало 97,4 чоловіків;  на 100 жінок у віці від 18 років та старших — 93,2 чоловіків також старших 18 років.
Середній дохід на одне домашнє господарство  становив 40 566 доларів США (медіана — 34 250), а середній дохід на одну сім'ю — 44 294 долари (медіана — 45 769). За межею бідності перебувало 13,0 % осіб, у тому числі 18,9 % дітей у віці до 18 років та 12,0 % осіб у віці 65 років та старших.
Цивільне працевлаштоване населення становило 555 осіб. Основні галузі зайнятості: виробництво — 38,4 %, освіта, охорона здоров'я та соціальна допомога — 15,0 %, транспорт — 8,1 %, публічна адміністрація — 7,4 %.